# Бюзум
Бюзум (нім. Büsum) — громада в Німеччині, розташована в землі Шлезвіг-Гольштейн. Входить до складу району Дітмаршен. Складова частина об'єднання громад Бюзум-Вессельбурен.
Площа — 8,27 км2. Населення становить 4911 ос. (станом на 31 грудня 2020).

## Галерея

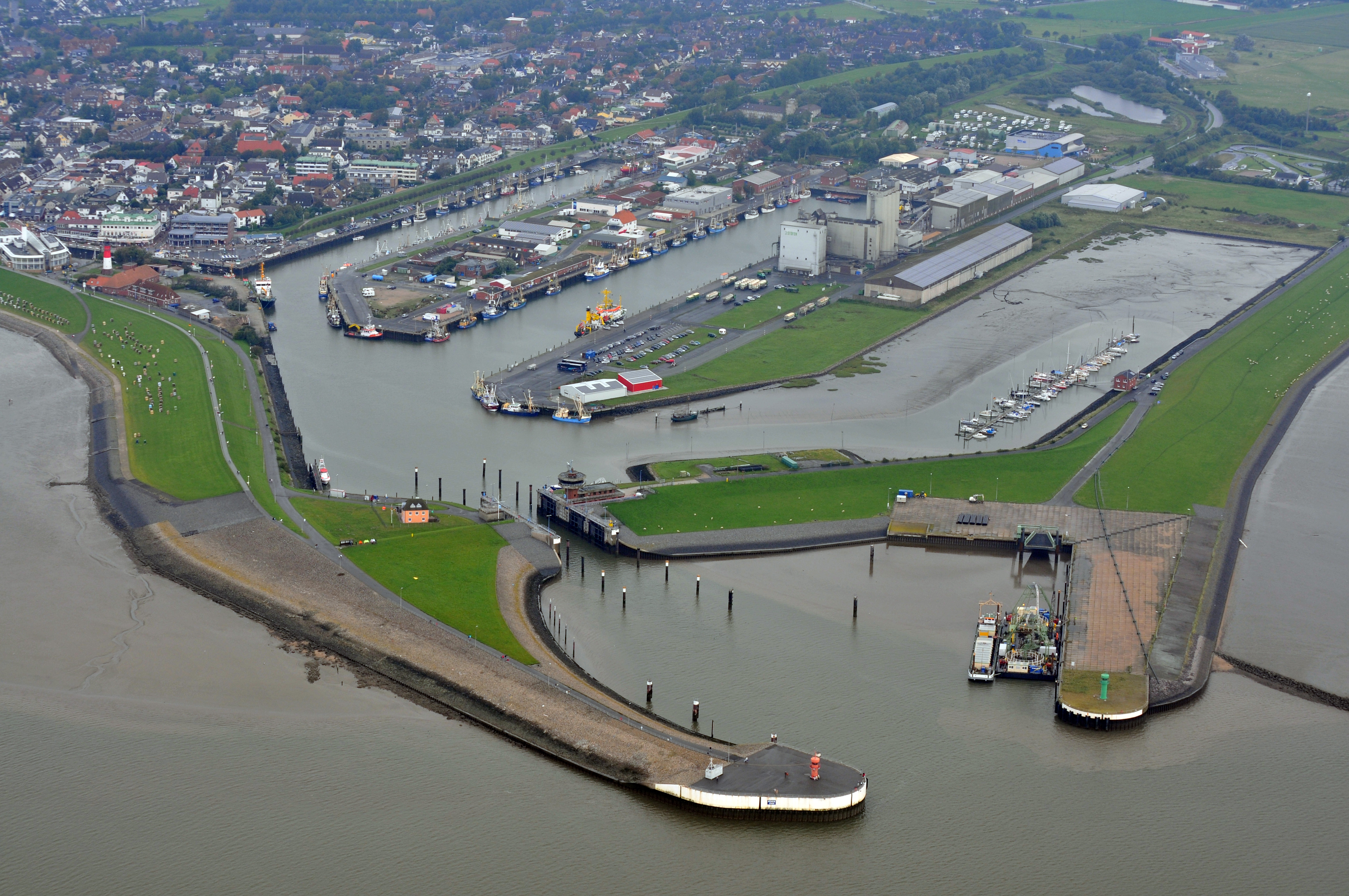
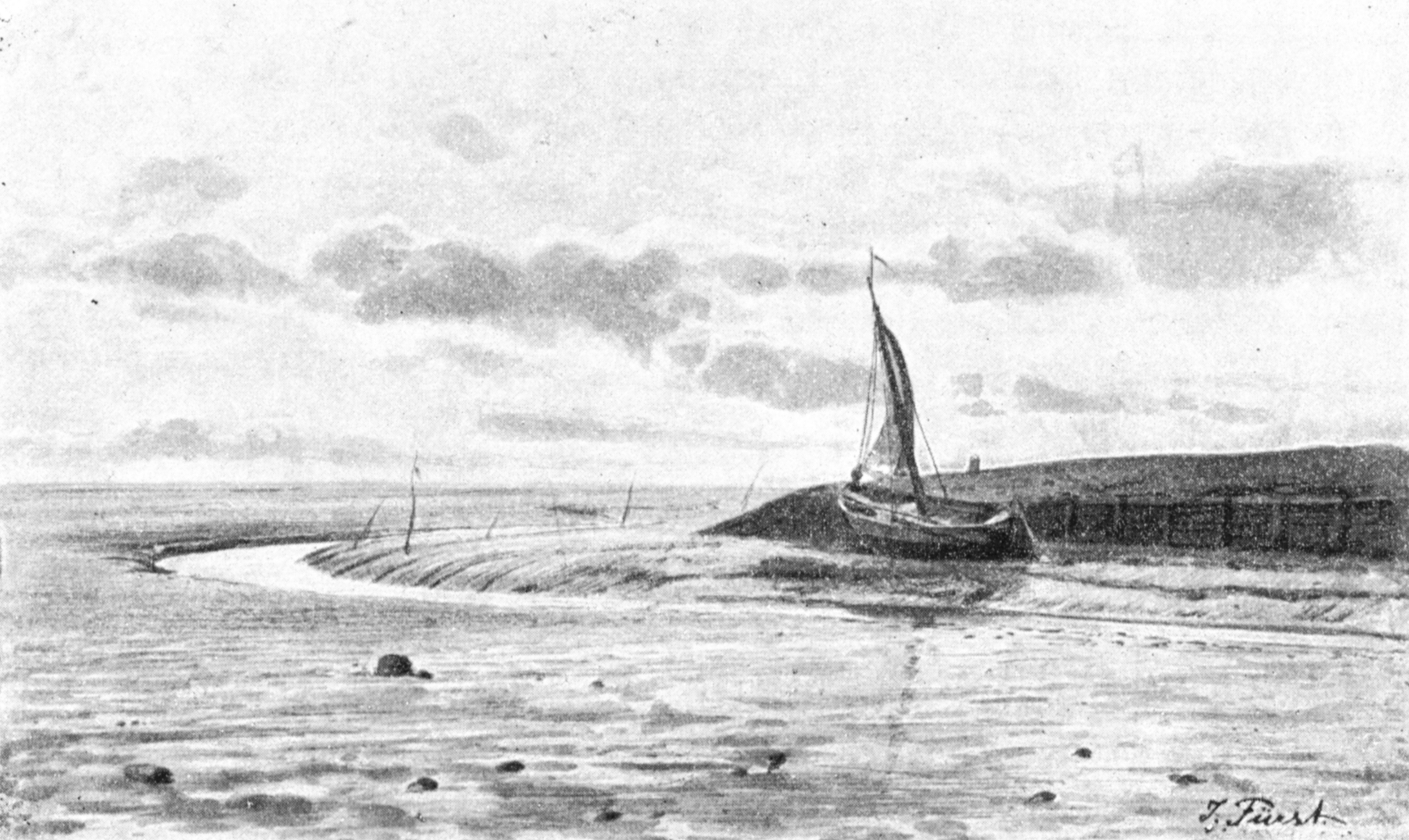
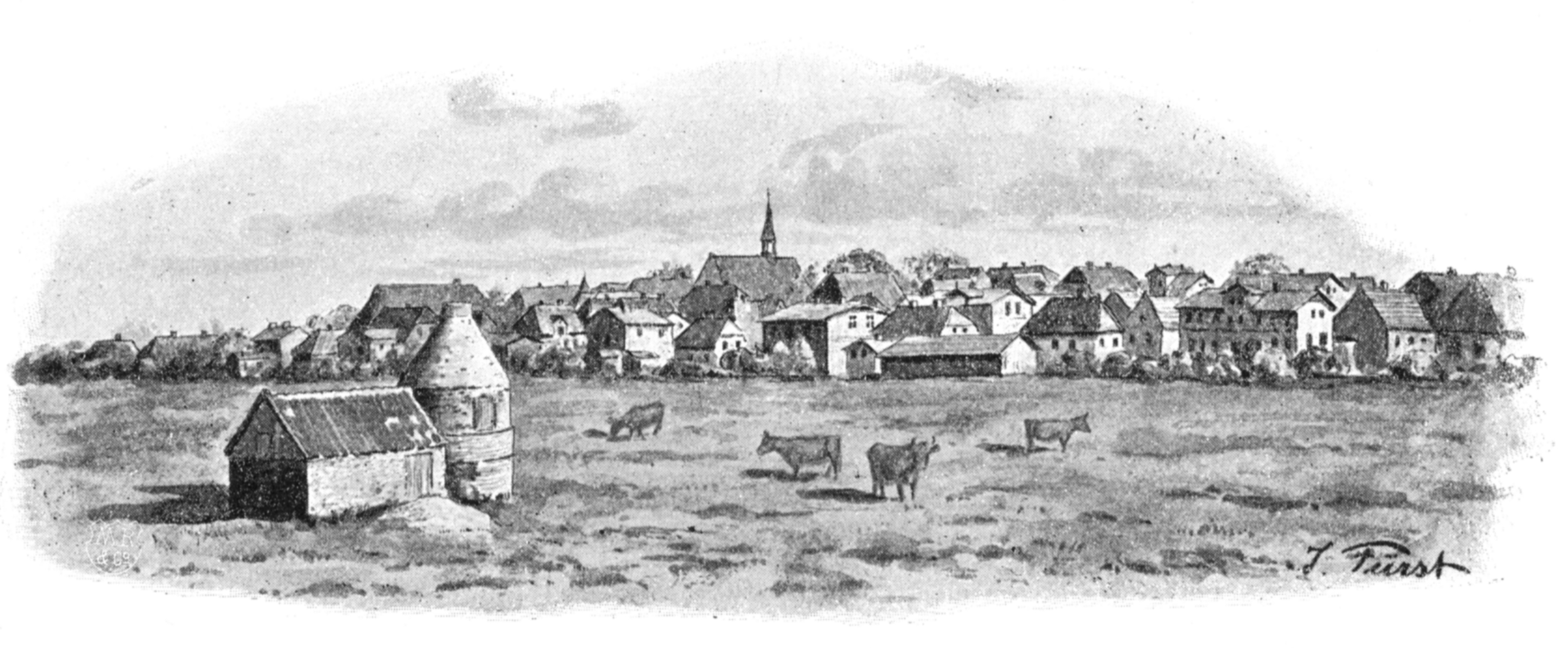
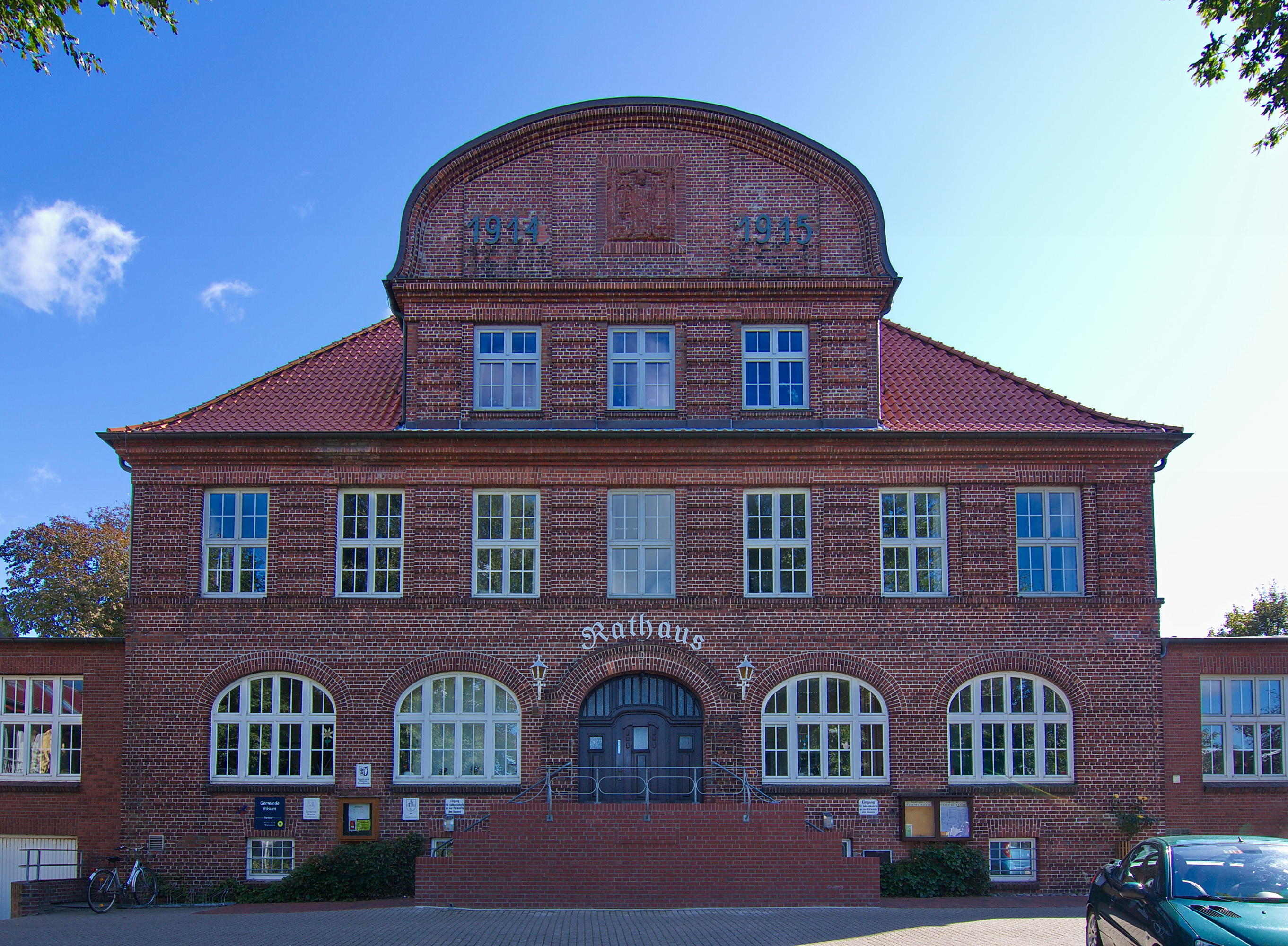
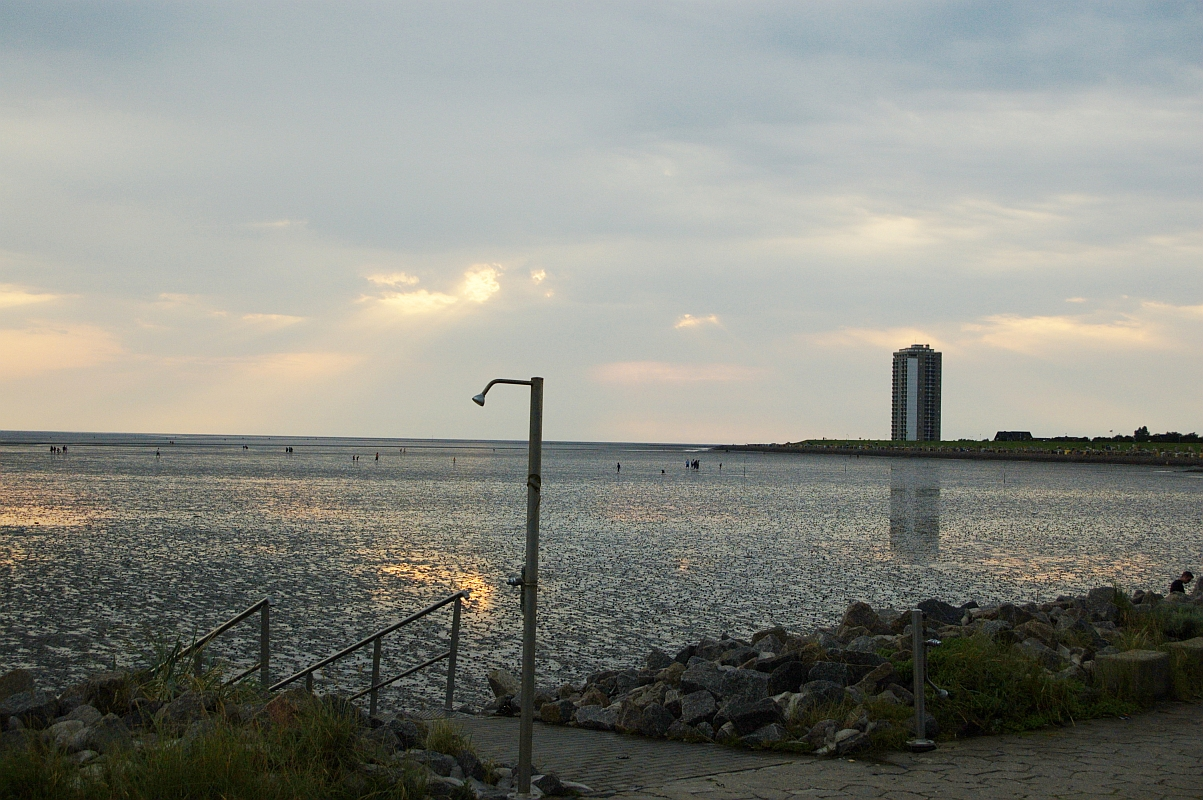
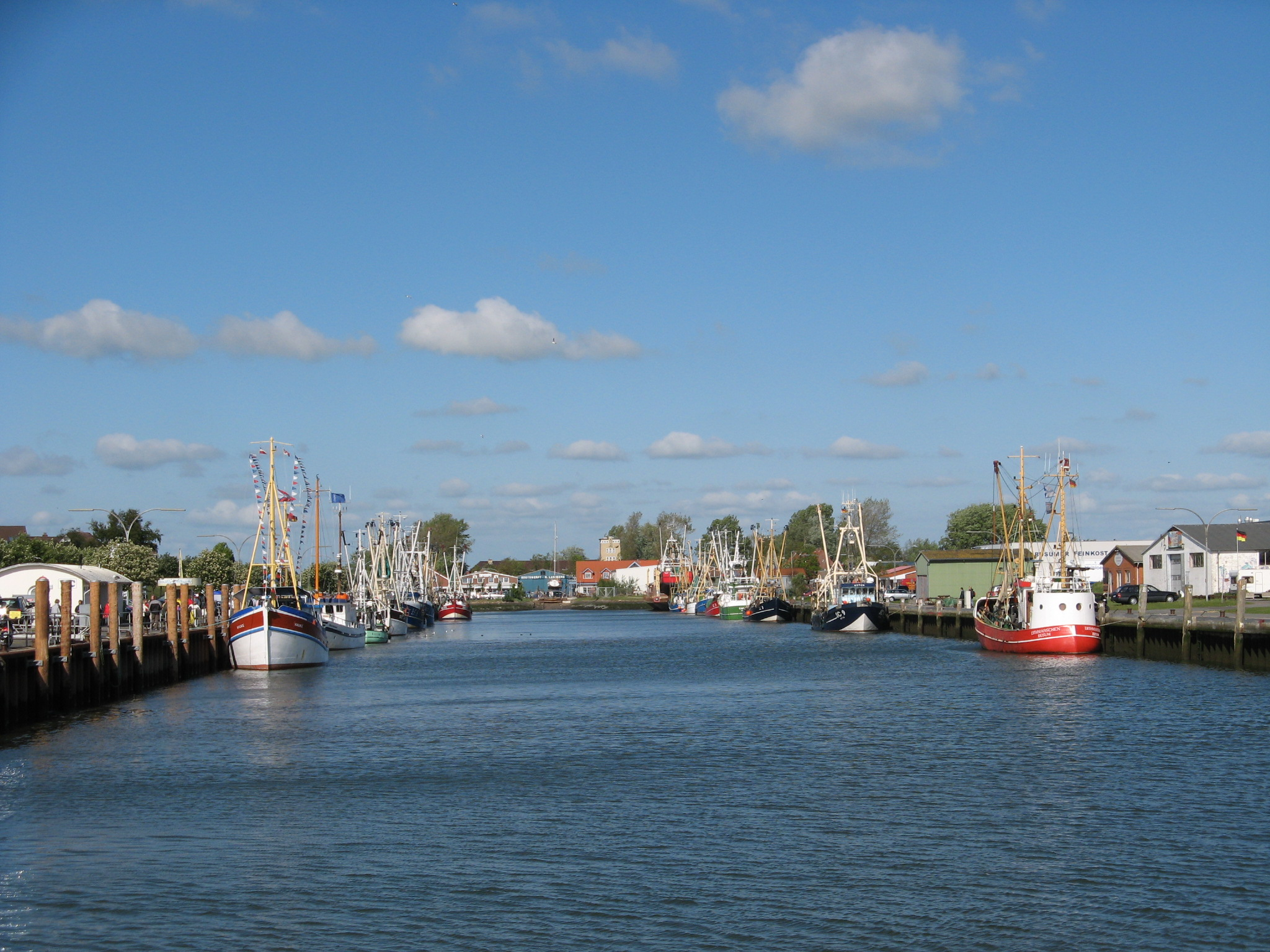